# Bahnstrecke Roudnice nad Labem–Zlonice
| Kursbuchstrecke (SŽ): | 096                  |                                                     |                                                     |
| Streckenlänge: | 32,665 km            |                                                     |                                                     |
| Spurweite: | 1435 mm (Normalspur) |                                                     |                                                     |
| Streckenklasse: | C2 / C3              |                                                     |                                                     |
| Streckengeschwindigkeit: | 60 km/h              |                                                     |                                                     |
| |                      |                                                     |                                                     |
| \| \| \| von Děčín (vorm. StEG) \| \| \| \| 0,000 \| Roudnice nad Labem \| 195 m \| \| \| \| nach Prag (vorm. StEG) \| \| \| \| 1,355 \| Roudnice nad Labem Bezděkov \| 195 m \| \| \| 4,312 \| Roudnice nad Labem město \| 210 m \| \| \| 5,182 \| Roudnice nad Labem Hracholusky \| 215 m \| \| \| 8,486 \| Kleneč \| 215 m \| \| \| 12,082 \| Vražkov \| 205 m \| \| \| \| von Vraňany (vorm. LB Libochowitz–Jenschowitz) \| \| \| \| 13,314 \| odb. Straškov St.1 \| odb. Straškov St.1 \| \| \| 14,520 \| Straškov \| 220 m \| \| \| \| nach Libochovice (vorm. LB Libochowitz–Jenschowitz) \| \| \| \| 16,195 \| Bříza \| 240 m \| \| \| 18,775 \| Loucká \| 231 m \| \| \| 21,462 \| Černuc \| 230 m \| \| \| 24,879 \| Kmetiněves früher Hospozin \| Kmetiněves früher Hospozin \| \| \| 29,201 \| Trmáň \| Trmáň \| \| \| 31,540 \| Zlonice zastávka \| Zlonice zastávka \| \| \| \| von Prag (vorm. PDE) \| \| \| \| 32,665 \| Zlonice \| Zlonice \| \| \| \| nach Most (vorm. PDE) \| \| |                      |                                                     |                                                     |
| Strecke |                      | von Děčín (vorm. StEG)                              | von Děčín (vorm. StEG)                              |
| Bahnhof | 0,000                | Roudnice nad Labem                                  | 195 m                                               |
| Abzweig geradeaus und nach links |                      | nach Prag (vorm. StEG)                              | nach Prag (vorm. StEG)                              |
| Haltepunkt / Haltestelle | 1,355                | Roudnice nad Labem Bezděkov                         | 195 m                                               |
| Haltepunkt / Haltestelle | 4,312                | Roudnice nad Labem město                            | 210 m                                               |
| Bahnhof | 5,182                | Roudnice nad Labem Hracholusky                      | 215 m                                               |
| Haltepunkt / Haltestelle | 8,486                | Kleneč                                              | 215 m                                               |
| Haltepunkt / Haltestelle | 12,082               | Vražkov                                             | 205 m                                               |
| Abzweig geradeaus und von links |                      | von Vraňany (vorm. LB Libochowitz–Jenschowitz)      | von Vraňany (vorm. LB Libochowitz–Jenschowitz)      |
| Blockstelle | 13,314               | odb. Straškov St.1                                  | odb. Straškov St.1                                  |
| Bahnhof | 14,520               | Straškov                                            | 220 m                                               |
| Abzweig geradeaus und nach rechts |                      | nach Libochovice (vorm. LB Libochowitz–Jenschowitz) | nach Libochovice (vorm. LB Libochowitz–Jenschowitz) |
| Haltepunkt / Haltestelle | 16,195               | Bříza                                               | 240 m                                               |
| Haltepunkt / Haltestelle | 18,775               | Loucká                                              | 231 m                                               |
| Haltepunkt / Haltestelle | 21,462               | Černuc                                              | 230 m                                               |
| Bahnhof | 24,879               | Kmetiněves früher Hospozin                          | Kmetiněves früher Hospozin                          |
| Haltepunkt / Haltestelle | 29,201               | Trmáň                                               | Trmáň                                               |
| Haltepunkt / Haltestelle | 31,540               | Zlonice zastávka                                    | Zlonice zastávka                                    |
| Abzweig geradeaus und von links |                      | von Prag (vorm. PDE)                                | von Prag (vorm. PDE)                                |
| Bahnhof | 32,665               | Zlonice                                             | Zlonice                                             |
| Strecke |                      | nach Most (vorm. PDE)                               | nach Most (vorm. PDE)                               |

Die Bahnstrecke Roudnice nad Labem–Zlonice ist eine regionale Eisenbahnverbindung in Tschechien, deren zwei Teilstrecken ursprünglich von der k.k. priv. Prag-Duxer Eisenbahn (PDE) und der Lokalbahn Raudnitz–Hospozín erbaut wurden. Sie zeigt in Roudnice nad Labem von der Bahnstrecke Praha–Děčín ab und führt in Mittelböhmen über Straškov und Kmetiněves (früher Hospozin) nach Zlonice, wo sie in die Bahnstrecke Praha–Most einmündet.
Nach einem Erlass der tschechischen Regierung ist die Strecke seit dem 20. Dezember 1995 als regionale Bahn („regionální dráha“) klassifiziert.

## Geschichte
Schon 1873, nach der Inbetriebnahme der Prag-Duxer Eisenbahn zeigte sich sehr bald die Notwendigkeit, die Zuckerrübenfabriken und Brauereien der Region Zlonice mit der Eisenbahn zu verbinden. Am 30. September 1881 erhielt die Prag-Duxer Eisenbahn die Konzession für eine Lokalbahn von Zlonitz nach Hospozin. Teil der Konzession war die Verpflichtung, den BAu sofort zu beginnen und innerhalb von sechs Monaten zu vollenden. Am 17. Juli 1882 wurde die Strecke eröffnet. Den Betrieb führt die Prag-Duxer Eisenbahn zunächst selbst aus. Ab 1. Juli 1884 übernahmen dann die k.k. Staatsbahnen (kkStB) diese Aufgabe. Nach der Verstaatlichung der Prag-Duxer Eisenbahn am 1. Januar 1892 war die Strecke dann auch im Eigentum der kkStB.
1892 erschien das böhmische Landesgesetz Über Unterstützung von Eisenbahnen niederen Ranges. Im Jahr 1895 stellte der Bürgermeister von Roudnice nad Labem, Erwin Špindler, den Antrag zum Bau der Lokalbahn Raudnitz-Hospozin. Die Konzession für diese private Lokalbahn wurde mit dem österreichischen Gesetz Nr. 229 am 19. Dezember 1898 erteilt. Die Strecke wurde am 2. November 1900 eröffnet. Den Betrieb übernahm die kkStB, die fortan die gesamte Strecke zwischen Roudnice und Zlonice als Einheit betrieb.
Die Bahnlinie erbrachte einen großen Aufschwung für die Zuckerrübenfabriken und die angeschlossenen landwirtschaftlichen Betriebe. Während 1900 11.330 Tonnen Zuckerrüben befördert wurden, waren es 1901 bereits 53.010 Tonnen. Nach dem Ersten Weltkrieg ging die Betriebsführung auf der Strecke auf die neu gegründeten Tschechoslowakischen Staatsbahnen (ČSD) über. Der Fahrplan 1918 wies zwei Reisezugpaare über die Gesamtstrecke aus, ein weiteres verkehrte zwischen Zlonice und Hospozin.
Zum 1. Januar 1925 wurde die Lokalbahn Raudnitz–Hospozin verstaatlicht. Fortan befand sich die Gesamtstrecke im Besitz der ČSD.
In der Anfangszeit der Bahn dominierten die Güterzüge zu den landwirtschaftlichen Betrieben. Die Bahnlinie ermöglichte eine schnelle Überfahrt von Lebensmittelerzeugnissen zu den Plätzen des Bedarfs. Deshalb wurde der Personenverkehr vorrangig in gemischten Zügen abgewickelt, bis zum 15. Mai 1931, als der Motorwagen M 122.0 reine Personenzugleistungen durchführte. Gemischte Züge fuhren weiter bis zum 21. Mai 1977, als die 434.2146 den letzten gemischten Zug führte.
Am 1. Januar 1993 ging die Strecke im Zuge der Auflösung der Tschechoslowakei an die neu gegründeten České dráhy (ČD) über. Seit 2003 gehört sie zum Netz des staatlichen Infrastrukturbetreibers Správa železniční dopravní cesty (SŽDC), seit 2020: Správa železnic.

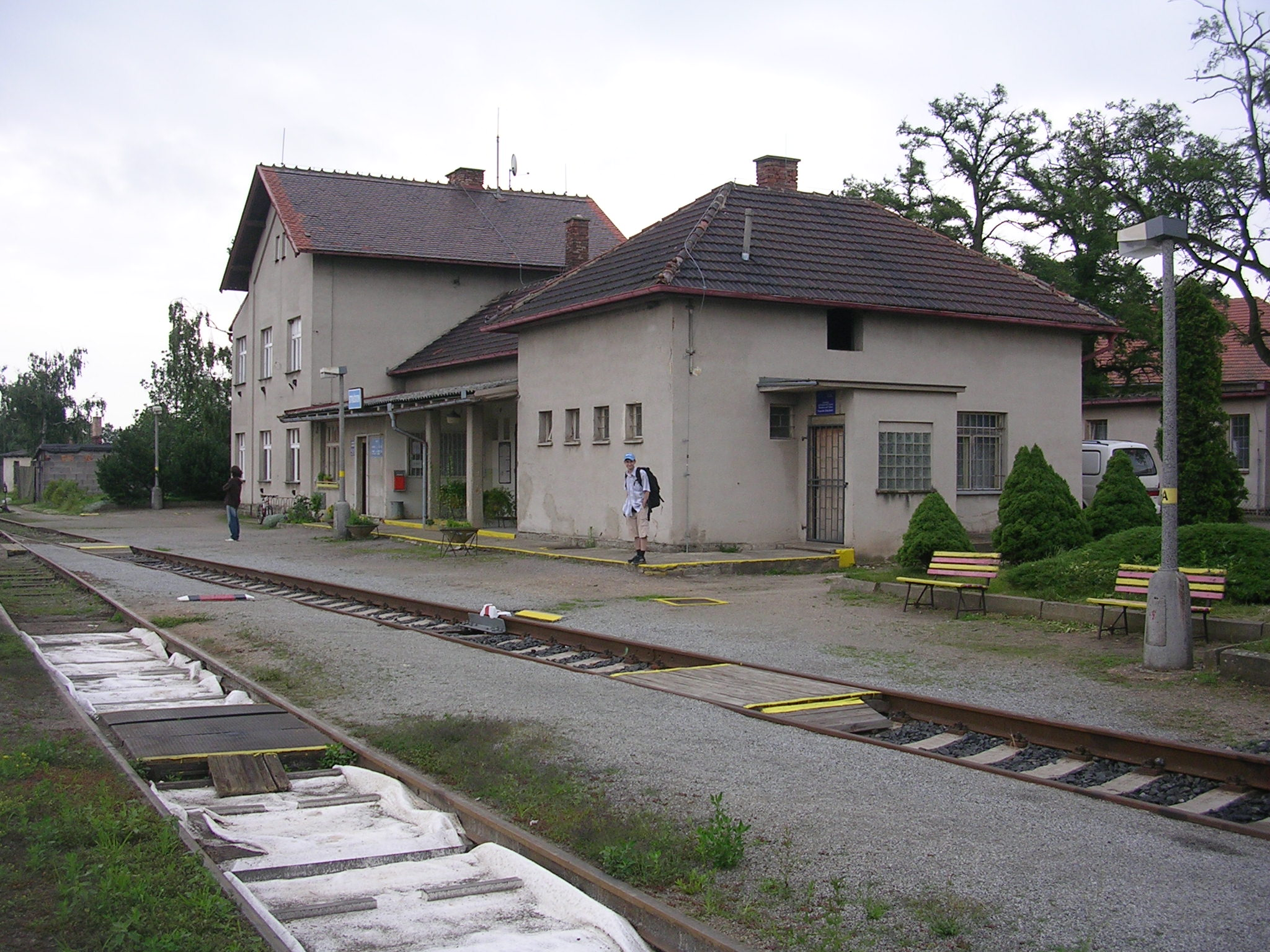
Bahnhof Straškov (2009)

Im Jahr 1995 fuhren Ergänzungsgüterzüge zwischen Roudnice nad Labem und Roudnice nad Labem Hracholusky und Zlonice – Kmetiněves (früher Hospozin). 1995/96 wurde der Güterverkehr grundlegend überarbeitet, und seit der Zeit verkehren sie nur noch auf dem Abschnitt Roudnice nad Labem – Straškov. Um Zugverkehre über ungesicherte Straßenübergänge zu vermeiden, wird heute so wenig wie möglich Transport auf der Relation Kmetiněves – Straškov geführt. Im Personenverkehr wurden auf der Relation Roudnice nad Labem – Straškov ein angenäherter Stundentakt mit einigen Lücken geboten, auf der Relation Straškov – Zlonice verkehrten täglich zwei Zugpaare.
Am 13. Dezember 2020 wurde der tägliche Personenverkehr zwischen Straškov und Zlonice aufgegeben. Lediglich an den Wochenenden des Sommerhalbjahres verkehrten 2021 noch drei Personenzugpaare in der Relation Straškov–Slaný, die dem touristischen Verkehr dienten.
Mit dem ab 12. Dezember 2021 gültigen Jahresfahrplan 2022 wurde der Personenverkehr auf dem Abschnitt Straškov – Zlonice vollständig eingestellt. Wegen einer Streckensperrung zwischen Hostivice und Středokluky verkehren ab dem 15. April bis 29. Juni 2023 an den Wochenenden noch einmal (umgeleitete) Reisezüge über die Strecke. Die Züge „Cyklohráček“ bedienen dabei zwischen Straškov und Zlonice lediglich die Haltestellen Černuc und Kmetiněves.

## Fahrzeugeinsatz

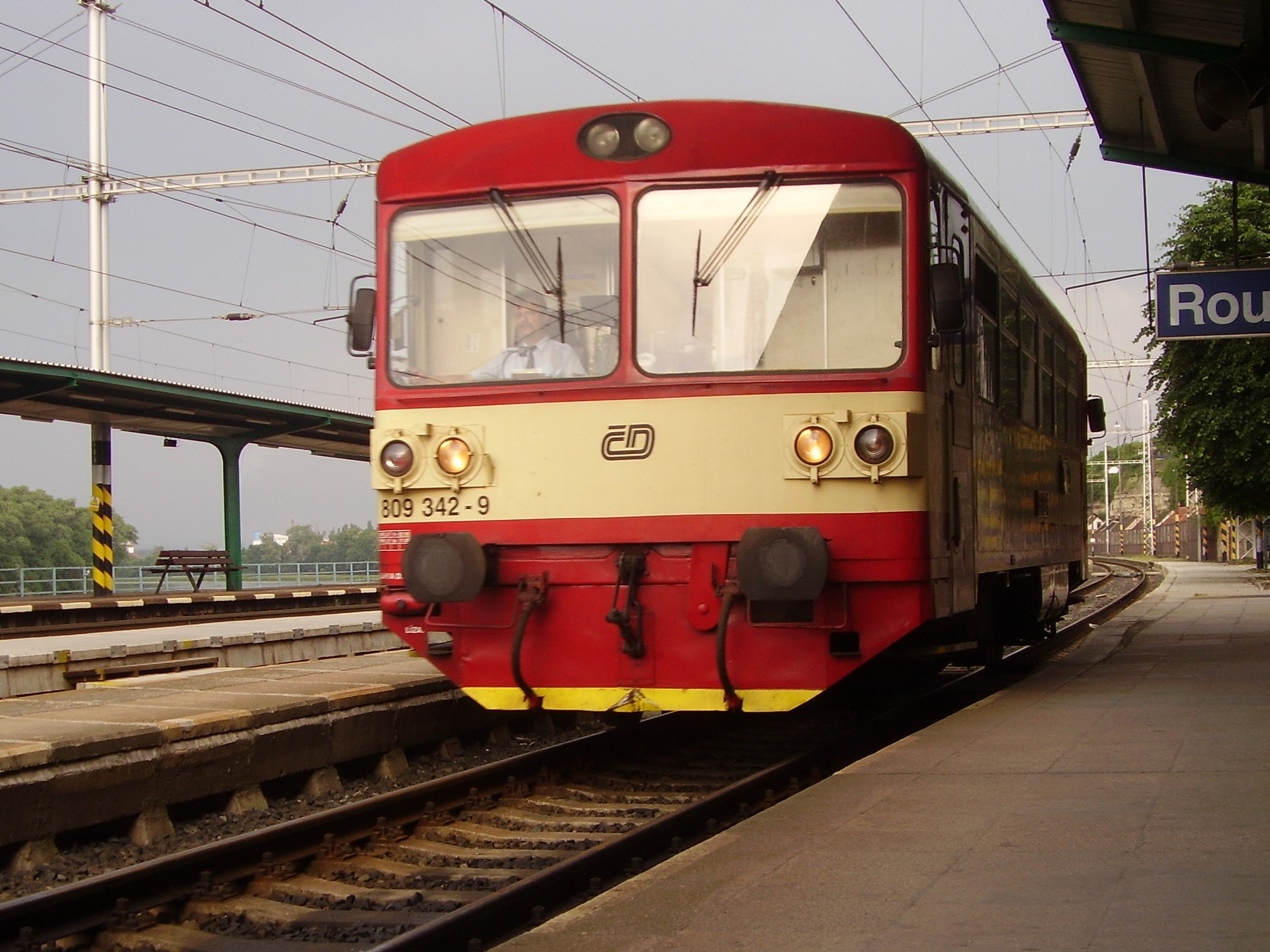
Dieseltriebwagen Reihe 809 im Bahnhof Roudnice nad Labem (2008)

Der Betrieb wurde eröffnet mit gemieteten Fahrzeugen der Reihen kkStB 97 und kkStB 59. Obwohl von der Leitung der Lokalbahn mehrfach der Antrag gestellt wurde, die Fahrzeuge zu kaufen, kam es dazu nicht. Deshalb, und mit Rücksicht des stärker werdenden Verkehres, bestellte die Lokalbahngesellschaft 1907 bei der Ersten Böhmisch-Mährischen Maschinenfabrik in Prag zwei Maschinen der Reihe KkStB 178 und erhielt von dieser die 178.56(später 422.029) und 178.57 (später 422.030). Diese Maschinen bewältigten spielend den stärker werdenden Verkehr. Die 178.56 stellte den Verkehr nur bis 1917 sicher und wurde dann für militärische Zwecke beschlagnahmt. Erst 1926 kehrte sie auf ihre Strecke zurück. Die 178.57 blieb auf der Strecke und verkehrte später bis nach Zlonice. Dabei musste sie stellenweise Vorspanndienste vor einer Lokomotive der Staatsbahn beim Rübenverkehr übernehmen.
Ab 15. Mai 1931 übernahm den Personenverkehr ein Motorwagen der Reihe M 122.0, der im Jahr 1948 ersetzt wurde durch Motorwagen M 131.1. Für die übrigen Züge wurden Dampflokomotiven der Reihe 434 und 475.1 verwendet. Zum Ende des Dampfbetriebes kam es am 21. Mai 1977. Seit dieser Zeit verkehrten auf der Strecke Diesellokomotiven der Reihe T 435.0 und T 444.0. In den achtziger Jahren wurden sie ersetzt durch Lokomotiven der Baureihe T 478.3, T 466.2 und T 478.1.
Im Reiseverkehr kommen heute ausschließlich die modernisierten Triebwagen der ČD-Baureihe 809 zum Einsatz. Für die anfallenden Güterzugleistungen werden vorrangig die Lokomotiven der Reihe 742 verwendet.